# Хаскъл (окръг, Тексас)
Окръг Хаскъл (на английски: Haskell County) е окръг в щата Тексас, Съединени американски щати. Площта му е 2357 km², а населението - 6093 души (2000). Административен център е град Хаскъл.